# Olympische Sommerspiele 1984/Teilnehmer (Bhutan)
| Gelbes Symbol für Goldmedaillen mit stilisierten Olympischen Ringen | Graues Symbol für Silbermedaillen mit stilisierten Olympischen Ringen | Braundes Symbol für Bronzemedaillen mit stilisierten Olympischen Ringen |
| ------------------------------------------------------------------- | --------------------------------------------------------------------- | ----------------------------------------------------------------------- |
| —                                                                   | —                                                                     | —                                                                       |

Bhutan nahm an den Olympischen Sommerspielen 1984 in Los Angeles, USA, mit einer Delegation von sechs Sportlern (drei Männer und drei Frauen) teil.

## Teilnehmer nach Sportarten

### Bogenschießen
- Thinley Dorji
Einzel: 53. Platz

- Nawang-Dash Pelzang
Einzel: 55. Platz

- Lhendup Tshering
Einzel: 60. Platz

- Sonam Chuki
Frauen, Einzel: 43. Platz

- Rinzi Lham
Frauen, Einzel: 44. Platz

- Karma Chhoden
Frauen, Einzel: 46. Platz